# Андрушко Сергій Степанович
Сергі́й Степа́нович Андру́шко (нар. 1978) — український телерепортер, журналіст програми «Схеми: корупція в деталях» української редакції Радіо Свобода, учасник руху «Стоп цензурі!», блогер «Української правди», один із засновників інтернет-телебачення в Україні Hromadske.TV.
Лауреат премії «Телетріумф» у номінації «Репортер» (2010 рік). Головний Олень країни.

## Біографія
Закінчив Інститут журналістики КНУ імені Тараса Шевченка — бакалаврат, а потім магістратуру.
Працював кореспондентом спортивного відділу НРКУ та ведучим інформаційної програми на радіо «Континент».
За участю Сергія Андрушка як режисера зняті документальний альманах «Відкритий доступ», документальний фільм «Пост Майдан».
Потім у 2000—2012 рр. — працював на СТБ. Кар'єру на СТБ розпочав у 2000 році на посаді журналіста. З 2003 року кореспондент проекту «Вікна-новини». Працював у програмі «Вікна-столиця». Залишив «Вікна» у 2010 році, вирішивши перейти у відділ документально-публіцистичних програм СТБ, після того як його очолив Олексій Мустафін. З квітня до червня 2012 — знову працював у «Вікнах».
Висвітлював події з 12 країн світу, за його авторством вийшли спеціальні репортажі: про референдум щодо продовження президентських повноважень Лукашенка в Білорусі, вибухи військових снарядів у селі Новобогданівка, життя людей у невизнаній республіці Придністров'я тощо.
Учасник руху «Стоп цензурі!»
З 2011 року блогер Української правди.

## Нагороди
- У 2010 році отримав премію Телетріумф у номінації «Репортер».